# Mark Siebeck
Mark Siebeck (Schkeuditz, 14 ottobre 1975) è un ex pallavolista tedesco.